# Tocotín
El tocotín es una danza, música, canto o composición literaria de México, que fue un recurso bastante habitual en la literatura barroca de Nueva España.
El tocotín indígena era una fiesta que integraba varios elementos de expresión.
El tocotín novohispano se trataba de un baile dramatizado cuyo texto podía ser en español o náhuatl, o bien en una mezcla de ambas lenguas. Los tocotines eran usuales en muchos eventos de la sociedad novohispana, como pastorelas o representaciones teatrales. Uno de los primeros autores en identificar este recurso y estudiarlo fue Francisco Bramón, quien apunta que este baile de raíces prehispánicas se acompañaba de varios instrumentos musicales; entre ellos, tambores de madera.
El tocotín, cuya época dorada se sitúa entre 1620 y 1700, incluía además a varios danzantes ataviados con suntuosos trajes prehispánicos, plumas y piedras preciosas.
Sor Juana Inés de la Cruz fue la autora que llevó a su máximo esplendor el tocotín literario, pues dos de sus autos sacramentales más conocidos y logrados —El divino Narciso y El cetro de José— presentan sendos pasajes con este recurso.